# Rhamphomyia tenuipes
Rhamphomyia tenuipes är en tvåvingeart som beskrevs av Becker 1907. Rhamphomyia tenuipes ingår i släktet Rhamphomyia och familjen dansflugor. Inga underarter finns listade i Catalogue of Life.